# Rotkreuz-Museum Berlin
Das Rotkreuz-Museum Berlin ist ein Museum in der Bachestraße 11 in Berlin-Friedenau, das anhand von Sammlungen historischer Gegenstände die Geschichte der Rotkreuz- und Rothalbmond-Bewegung auf nationaler und internationaler Ebene dokumentiert.

## Historische Informationen
Die Sammlung des Museums entstand aufgrund der privaten Initiative eines ehrenamtlich tätigen Mitglieds des Berliner Roten Kreuzes. Sie wurde zunächst von August bis September 1988 anlässlich des einhundertjährigen Jubiläums des DRK-Kreisverbandes Berlin-Neukölln im Heimatmuseum Neukölln sowie ein Jahr später im Rathaus Schöneberg gezeigt. Am 6. Juni 1990 erfolgte die Eröffnung als feste Dauerausstellung. Fünf Jahre später zog das Museum in Räumlichkeiten des Berliner DRK-Landesverbandes. Seit dem 29. Januar 2003 ist ein eingetragener Verein für die Trägerschaft verantwortlich.

## Ausstellung
Die Dauerausstellung des Museums steht unter dem Titel „Im Mittelpunkt der Mensch“ und dokumentiert die Geschichte des Roten Kreuzes von seiner Gründung im Jahr 1863 bis in die Gegenwart. Schwerpunkt ist dabei die Geschichte des 1921 gegründeten Deutschen Roten Kreuzes und des Berliner Landesverbandes. Die Ausstellung umfasst beispielsweise Rotkreuz-Uniformen, historische Gegenstände, Rotkreuz-Orden und -Ehrenzeichen, Rotkreuz-Modellautos, Briefmarken und andere Ausstellungsstücke.
Zu den besonderen Aktivitäten des Museumsvereins gehört die Historische Gruppe. Deren Mitglieder treten bundesweit bei öffentlichen Veranstaltungen in historischen Rotkreuz-Uniformen sowie mit den entsprechenden Fahrzeugen und Geräten auf.
Das Museum ist Gründungsmitglied der Arbeitsgemeinschaft der deutschen Rotkreuz-Museen.